# Kerstin Kristiansson Karlstedt
Kerstin Margareta Kristiansson Karlstedt, född 8 november 1948 i Gudmundrå församling i Kramfors, är en svensk politiker (socialdemokrat), som var riksdagsledamot 1996–2006.
I riksdagen var hon ledamot i socialförsäkringsutskottet och suppleant i skatteutskottet, och även ledamot av konstitutionsutskottet. Kristiansson Karlstedt var invald för Västernorrlands läns valkrets. Hon är tandsköterska. Hon har sedan början av 1980-talet varit aktiv i kommunpolitiken i Kramfors kommun och har varit kommunfullmäktiges ordförande.